# Batracomorphus misenus
Batracomorphus misenus är en insekt som beskrevs 1983 av Knight. Arten ingår i släktet Batracomorphus och familjen dvärgstritar. Inga underarter finns listade i Catalogue of Life. Holotypen samlades in i Sarawak på Malaysia, vid foten av berget Dulit, i anslutning till floderna Tinjar och Lejok.